# Nuoto ai Giochi della V Olimpiade - 100 metri stile libero maschili
La gara dei 100 metri stile libero maschili dei Giochi di Stoccolma 1912 è stata disputata dal 6 al 10 luglio. Gli atleti partecipanti sono stati 34, provenienti da 12 nazioni.
La competizione, caratterizzata da alcune difficoltà organizzative che hanno portato a rinunce e ripescaggi, si è svolta in quattro turni e ha visto lo statunitense Duke Kahanamoku imporsi in finale, dopo aver migliorato per due volte (nel primo turno e in semifinale) il record mondiale.

## Primo turno
- Batteria 1

| Pos. | Atleta                | Nazione  | Tempo  | Note |
| ---- | --------------------- | -------- | ------ | ---- |
| 1    | László Beleznai       | Ungheria | 1'08"0 | Q    |
| 2    | Robert Andersson      | Svezia   | 1'09"4 | Q    |
| 3    | Andreas Asīmakopoulos | Grecia   | 1'15"4 |      |
| 4    | Herbert von Kuhlberg  | Russia   | ?      |      |

- Batteria 2

| Pos. | Atleta              | Nazione       | Tempo  | Note |
| ---- | ------------------- | ------------- | ------ | ---- |
| 1    | Kurt Bretting       | Germania      | 1'07"0 | Q    |
| 2    | Paul Radmilovic     | Gran Bretagna | 1'10"4 | Q    |
| 3    | Theodore Tartakover | Australasia   | 1'12"2 |      |
| 4    | Jules Wuyts         | Belgio        | 1'13"6 |      |

- Batteria 3

| Pos. | Atleta          | Nazione       | Tempo  | Note |
| ---- | --------------- | ------------- | ------ | ---- |
| 1    | Les Boardman    | Australasia   | 1'06"0 | Q    |
| 2    | Nicholas Nerich | Stati Uniti   | 1'07"6 | Q    |
| 3    | Rob Derbyshire  | Gran Bretagna | 1'09"2 |      |
| ?    | Davide Baiardo  | Italia        | ?      |      |
| ?    | Walther Binner  | Germania      | ?      |      |
| ?    | Alajos Kenyery  | Ungheria      | ?      |      |

- Batteria 4

| Pos. | Atleta            | Nazione     | Tempo  | Note |
| ---- | ----------------- | ----------- | ------ | ---- |
| 1    | Perry McGillivray | Stati Uniti | 1'04"8 | Q,   |
| 2    | Cecil Healy       | Australasia | 1'05"2 | Q    |
| 3    | Ken Huszagh       | Stati Uniti | 1'06"2 | Q    |
| 4    | Erik Andersson    | Svezia      | ?      |      |
| 5    | Georg Kunisch     | Germania    | ?      |      |

- Batteria 5

| Pos. | Atleta          | Nazione     | Tempo  | Note |
| ---- | --------------- | ----------- | ------ | ---- |
| 1    | Duke Kahanamoku | Stati Uniti | 1'02"6 | Q,   |
| 2    | Bill Longworth  | Australasia | 1'05"2 | Q    |
| 3    | Harry Hebner    | Stati Uniti | 1'10"4 |      |
| 4    | Gérard Meister  | Francia     | 1'16"6 |      |

- Batteria 6

| Pos. | Atleta          | Nazione     | Tempo  | Note |
| ---- | --------------- | ----------- | ------ | ---- |
| 1    | Harold Hardwick | Australasia | 1'05"8 | Q    |
| 2    | Max Ritter      | Germania    | 1'08"0 | Q    |
| 3    | Herman Meyboom  | Belgio      | 1'15"4 |      |
| 4    | James Reilly    | Stati Uniti | ?      |      |

- Batteria 7

| Pos. | Atleta       | Nazione  | Tempo  | Note |
| ---- | ------------ | -------- | ------ | ---- |
| 1    | Walter Ramme | Germania | 1'10"2 | Q    |
| 2    | Mario Massa  | Italia   | 1'11"8 | Q    |
| 2    | Harald Julin | Svezia   | 1'11"8 | Q    |
| 4    | John Johnsen | Norvegia | 1'19"1 |      |

- Batteria 8

| Pos. | Atleta             | Nazione  | Tempo  | Note |
| ---- | ------------------ | -------- | ------ | ---- |
| 1    | Erik Bergqvist     | Svezia   | 1'13"4 | Q    |
| 2    | Georges Rigal      | Francia  | 1'17"8 | Q    |
| 3    | László Szentgróthy | Ungheria | ?      |      |

## Quarti di finale
- Batteria 1

| Pos. | Atleta           | Nazione     | Tempo  | Note |
| ---- | ---------------- | ----------- | ------ | ---- |
| 1    | Kurt Bretting    | Germania    | 1'04"2 | Q    |
| 2    | Bill Longworth   | Australasia | 1'05"2 | Q    |
| 3    | Harold Hardwick  | Australasia | 1'06"0 |      |
| 4    | Robert Andersson | Svezia      | 1'09"5 |      |

- Batteria 2

| Pos. | Atleta          | Nazione     | Tempo  | Note |
| ---- | --------------- | ----------- | ------ | ---- |
| 1    | Duke Kahanamoku | Stati Uniti | 1'03"8 | Q    |
| 2    | Walter Ramme    | Germania    | 1'07"8 | Q    |
| 3    | Max Ritter      | Germania    | 1'08"8 |      |
| 3    | Nicholas Nerich | Stati Uniti | 1'08"8 |      |

- Batteria 3

| Pos. | Atleta            | Nazione       | Tempo  | Note |
| ---- | ----------------- | ------------- | ------ | ---- |
| 1    | Ken Huszagh       | Stati Uniti   | 1'04"2 | Q    |
| 2    | Perry McGillivray | Stati Uniti   | 1'04"4 | Q    |
| 3    | Cecil Healy       | Australasia   | 1'04"8 | Q    |
| 4    | Les Boardman      | Australasia   | 1'05"4 |      |
| 5    | Paul Radmilovic   | Gran Bretagna | 1'19"0 |      |

## Semifinali
- Batteria 1

| Pos. | Atleta         | Nazione     | Tempo  | Note |
| ---- | -------------- | ----------- | ------ | ---- |
| 1    | Cecil Healy    | Australasia | 1'05"6 | Q    |
| 2    | Walter Ramme   | Germania    | 1'05"8 | Q    |
| 3    | Bill Longworth | Australasia | 1'06"2 | Q    |

- Batteria 2

| Pos. | Atleta        | Nazione  | Tempo  | Note |
| ---- | ------------- | -------- | ------ | ---- |
| 1    | Kurt Bretting | Germania | 1'04"6 | Q    |

- Batteria 3

| Pos. | Atleta            | Nazione     | Tempo  | Note |
| ---- | ----------------- | ----------- | ------ | ---- |
| 1    | Duke Kahanamoku   | Stati Uniti | 1'02"4 | Q,   |
| 2    | Ken Huszagh       | Stati Uniti | 1'06"2 | Q    |
| 3    | Perry McGillivray | Stati Uniti | 1'06"2 |      |
| -    | Mario Massa       | Italia      | -      | DNF  |

## Finale
| Pos.    | Atleta          | Nazione     | Tempo  | Note |
| ------- | --------------- | ----------- | ------ | ---- |
| Oro     | Duke Kahanamoku | Stati Uniti | 1'03"4 |      |
| Argento | Cecil Healy     | Australasia | 1'04"6 |      |
| Bronzo  | Ken Huszagh     | Stati Uniti | 1'05"6 |      |
| 4       | Kurt Bretting   | Germania    | 1'05"8 |      |
| 5       | Walter Ramme    | Germania    | 1'06"4 |      |